# Punk-O-Rama Vol. 6
Punk-O-Rama Vol. 6 is het zesde album uit de Punk-O-Rama-reeks van Epitaph Records, een serie compilatiealbums met nummers van punkbands- en artiesten. De Amerikaanse versie van het album bevat vijf niet eerder uitgegeven nummers, namelijk "Blackeye" van Millencolin, "We're Desperate" van Pennywise, "Original Me" van Descendents, "Let Me In" van Beatsteaks en "Bath of Least Resistance" van NOFX.

## Nummers
1. "Can I Borrow Some Ambition?" (Guttermouth) - 2:20
2. "Come With Me" (Deviates) - 2:57
3. "Bath of Least Resistance" (NOFX) - 1:48
4. "Blackeye" (Millencolin) - 2:16
5. "Jack of All Trades" (Hot Water Music) - 2:42
6. "True Believers" (The Bouncing Souls) - 2:30
7. "We're Desperate" (Pennywise met Exene Cervenka) - 1:47
8. "Strangled" (Osker) - 2:58
9. "It's Quite Alright" (Rancid) - 1:29
10. "Holding 60 Dollars on a Burning Bridge" (Death by Stereo) - 2:11
11. "The Gauntlet" (Dropkick Murphys) - 2:47
12. "Original Me" (Descendents) - 2:50
13. "Runaway" (Pulley) - 2:51
14. "She Broke My Dick" (All) - 0:43
15. "Different But the Same" (Raised Fist) - 2:35
16. "Pure Trauma" (downset.) - 2:33
17. "Let Me In" (Beatsteaks) - 3:28
18. "Innocence" (Union 13) - 2:25
19. "I Want to Conquer the World" (Bad Religion) - 2:17
20. "Only Lovers Left Alive" (The (International) Noise Conspiracy) - 2:41
21. "Say Goodnight" (Voodoo Glow Skulls) - 3:02
22. "Tonight I'm Burning" (Bombshell Rocks) - 2:54
23. "Takers & Users" (The Business) - 2:21

### Europese uitgave
De versie van het album dat in Europa is uitgegeven bevat vier andere nummers, waarvan er twee door Nederlandse bands gespeeld worden. De laatste track van de Amerikaanse versie van het album staat niet op de Europese versie.
1. "Do You Wanna Hit It" (The Donnas) - 2:56
2. "Home" (Heideroosjes) - 1:58
3. "Whatever" (Undeclinable) - 3:22
4. "Do You Mind It" (Terrorgruppe) - 2:54